# Plebejus abruzzensis
Plebejus abruzzensis är en fjärilsart som beskrevs av Franz Dannehl 1927. Plebejus abruzzensis ingår i släktet Plebejus och familjen juvelvingar. Inga underarter finns listade i Catalogue of Life.